# Aspidiophorus bisquamosus
Aspidiophorus bisquamosus är en djurart som tillhör fylumet bukhårsdjur, och som beskrevs av Mock 1979. Aspidiophorus bisquamosus ingår i släktet Aspidiophorus och familjen Chaetonotidae. Inga underarter finns listade i Catalogue of Life.